# Оксфорд-Джанкшен (Айова)
Оксфорд-Джанкшен (англ. Oxford Junction) — місто (англ. city) в США, в окрузі Джонс штату Айова. Населення — 424 особи (2020).

## Географія
Оксфорд-Джанкшен розташований за координатами 41°59′1″ пн. ш. 90°57′15″ зх. д. / 41.98361° пн. ш. 90.95417° зх. д. (41.983723, -90.954097).  За даними Бюро перепису населення США в 2010 році місто мало площу 1,79 км², уся площа — суходіл.

## Демографія
Згідно з переписом 2010 року, у місті мешкало 496 осіб у 223 домогосподарствах у складі 141 родини. Густота населення становила 277 осіб/км².  Було 262 помешкання (146/км²).
Расовий склад населення:
| - 99,0 % — білих - 0,6 % — корінних американців - 0,4 % — азіатів |

До двох чи більше рас належало 0,0 %. Частка іспаномовних становила 0,0 % від усіх жителів.
За віковим діапазоном населення розподілялося таким чином: 22,2 % — особи молодші 18 років, 55,6 % — особи у віці 18—64 років, 22,2 % — особи у віці 65 років та старші. Медіана віку мешканця становила 45,5 року. На 100 осіб жіночої статі у місті припадало 100,0 чоловіків;  на 100 жінок у віці від 18 років та старших — 96,9 чоловіків також старших 18 років.
Середній дохід на одне домашнє господарство  становив 46 949 доларів США (медіана — 35 417), а середній дохід на одну сім'ю — 43 365 доларів (медіана — 35 909). Медіана доходів становила 39 750 доларів для чоловіків та 27 083 долари для жінок. За межею бідності перебувало 23,8 % осіб, у тому числі 38,1 % дітей у віці до 18 років та 8,2 % осіб у віці 65 років та старших.
Цивільне працевлаштоване населення становило 198 осіб. Основні галузі зайнятості: виробництво — 17,7 %, освіта, охорона здоров'я та соціальна допомога — 14,1 %, роздрібна торгівля — 13,1 %.